# Víctor Paz Estenssoro
Pour les articles homonymes, voir Paz.
Ángel Víctor Paz Estenssoro, né le 2 octobre 1907 à Tarija et mort le 7 juin 2001 dans la même ville, est un homme d'État bolivien.

## Biographie
C'est en 1941 qu'il fonde avec d'autres partis politiques ainsi que quelques intellectuels, le Mouvement nationaliste révolutionnaire (MNR). Il demeure président du MNR durant près de 50 ans. Il est également ministre de l'Économie en 1941. Initialement très nationaliste, le MNR adopte un discours socialiste après son alliance avec le Parti ouvrier révolutionnaire, de tendance trotskyste et principalement composé de mineurs.

### Première présidence
Il est élu président de la Bolivie à quatre reprises. En 1951, il remporte les élections cependant l'armée l'empêche de prendre ses fonctions. En avril 1952, le MNR lance alors une révolution qui renverse le gouvernement du général Hugo Ballivián. Le 16 avril 1952, Paz Estenssoro peut ainsi prendre ses fonctions présidentielles. Durant son mandat, il instaure le suffrage universel, redistribue les terres du pays, améliore l'éducation de la population rurale, et nationalise les plus grandes compagnies minières du pays. Son mandat se termine le 6 août 1956 et Hernán Siles Zuazo lui succède.

### Deuxième présidence
Il est ensuite élu pour la deuxième fois le 5 juin 1960 et succède à Siles Zuazo le 6 août suivant. Il refuse une aide économique de l'Union soviétique par crainte de justifier les accusations de communisme lancées contre lui, et conclut une opération triangulaire avec des États-Unis, la République fédérale d'Allemagne et la Banque mondiale qui s'effectue au prix de licenciements massifs. Il conserve néanmoins l'appui des paysans qui l'associent à la réforme agraire de 1952 et est réélu le 31 mai 1964. Cependant, trois mois plus tard son vice-président, le général René Barrientos Ortuño, prend le pouvoir lors d'un coup d'État militaire, le force à démissionner et prend sa place de président le 4 novembre 1964 .

### Soutien au régime de Hugo Banzer
Il soutient le coup d’État mené par Hugo Banzer en 1971 et son parti, le Mouvement nationaliste révolutionnaire, entre au sein du nouveau gouvernement. Ses rapports sont toutefois difficiles avec la Phalange bolivienne, l'autre composante principale du gouvernement. Paz Estenssoro bénéficie des faveurs de l'ambassade des États-Unis.

### Troisième présidence
Il revient une dernière fois au pouvoir le 6 août 1985, succédant de nouveau à Siles Zuazo. Il est alors confronté à la crise économique et à l'hyperinflation, et invite en 1985 l'économiste Jeffrey Sachs à l'aider à restructurer l'économie. Martín Redrado (qui sera nommé président de la Banque centrale de la République argentine en 2004), Felipe Larraín (ministre des Finances au sein du gouvernement du président chilien Sebastián Piñera) ou encore le Français Daniel Cohen font partie de cette équipe d'économistes.  
Le « décret suprême 21060 » entraine des privatisations, la réduction des dépenses publiques, le licenciement de vingt mille mineurs de l’étain (qui pour la plupart se tournent alors vers la culture de la feuille de coca), et la suppression des protections sociales dont bénéficiaient les ouvriers. La Centrale ouvrière bolivienne (COB), principale confédération syndicale du pays, lance un appel à la grève générale, à laquelle le gouvernement répond en instaurant l’état de siège et en faisant emprisonner cent soixante-quinze dirigeants syndicaux. Ces mesures provoquent une chute du niveau de vie de la population : le pouvoir d’achat moyen recule de 70 % au cours de l'année 1986 et le chômage atteint entre 20 et 25 % de la population active. 
Il quitte la présidence le 6 août 1989. Avec un total de 12 ans et 7 mois, il est, après Evo Morales, le deuxième président ayant dirigé le plus longtemps le pays.